# Ranavalona 3.
Ranavalona 3. (født 22. november 1861, død 23. maj 1917) var den sidste monark over kongeriget Madagascar. Hun regerede fra 30. juli 1883 til 28 februar 1897. Hendes regeringstid var præget af hendes frugtesløse forsøg på at modstå regeringen i Frankrigs kolonisering af landet.
| Biografi | Spire Denne biografi er en spire som bør udbygges. Du er velkommen til at hjælpe Wikipedia ved at udvide den. |